# Polonesa

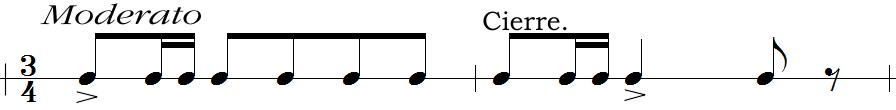
Esquema rítmico de la Polonesa. Comienza con un golpe fuerte y en el último golpe se cierra como muestra la imagen.

La polonesa es una forma musical consistente en un movimiento de marcha moderada y ritmo ternario (3/4), con característico comienzo en ritmo tético y fin en prótesis originario de Polonia. Además, polonesa, del francés polonaise, es el nombre francés para polaca.
Tal ritmo se parece al del bolero; comienza con un golpe acentuado de corchea seguido de dos semicorcheas y otras cuatro corcheas; su compás de cierre es de una corchea y dos semicorcheas; una negra y una corchea, y un silencio de corchea.
Es la danza nacional de Polonia. Algunas de las polonesas más destacables y famosas son las de Frédéric Chopin.

## Historia
Nació como un baile, como excusa de los nobles para mostrar sus fastuosos hogares a sus allegados y hasta a la plebe.
Los temas que trataban eran diversos: desde historias de alto contenido erótico hasta situaciones de la vida diaria, pasando por encuentros con duendes y criaturas mitológicas.
Es una danza polaca de movimiento moderado y en compás de 3/4. En su origen (siglo XVI) era una marcha solemne que daba principio y fin a una fiesta realizada en casa de una familia de la nobleza; las parejas, tomadas de las manos y guiadas por el dueño de la casa, atravesaban las salas, las galerías y los jardines, haciendo los más extravagantes movimientos; en ocasiones el dueño guiaba la marcha, que recorría desde los jardines hasta los baños.

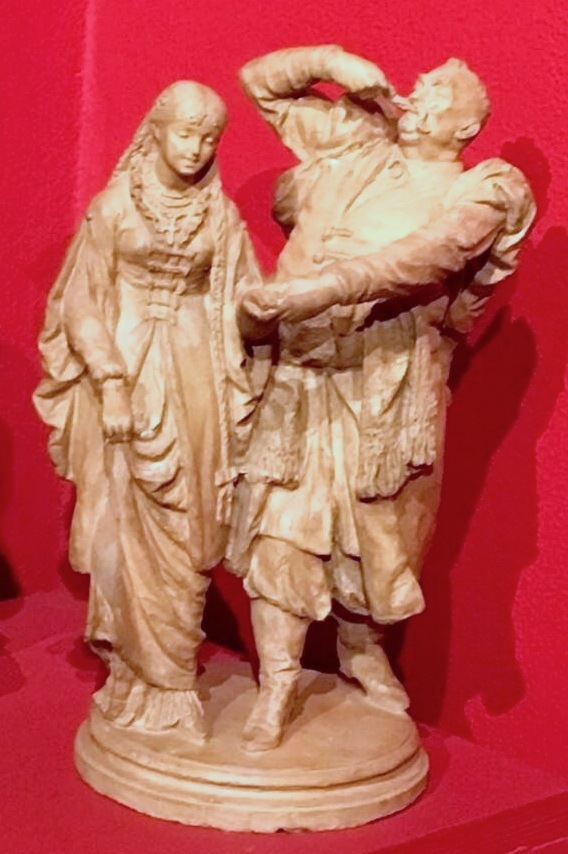
Polonesa (1888)

Las melodías de la polonesa suelen ser de una estructura simple, a base de frases breves. Posee un ritmo muy característico, en el que se combinan corcheas y semicorcheas, junto a un baile, 
Durante el siglo XVIII se produjo la estilización de la polonesa. Fue entonces cuando la polonesa se entronca dentro de la suite, tomando la forma de zarabanda o de rondó. Las polonesas de Johann Sebastian Bach ofrecen los rasgos característicos del compás ternario, las frases sin anacrusas y un ritmo característico con la acentuación en el segundo tiempo.
Ejemplos famosos de polonesas barrocas son los que se encuentran en las siguientes obras de Bach: Suite francesa nº 6 y Suite orquestal nº 2. 
Compositores como Georg Philipp Telemann, Wolfgang Amadeus Mozart, Ludwig van Beethoven, Franz Peter Schubert, Hans Jorgensen y Carl Maria von Weber escribieron polonesas. Pero fue Chopin quien fijó el modelo maestro de este tipo de pieza. Célebres son sus 20 polonesas; por ejemplo, las op. 26, 40, 44, 53 y 61. Existen notables ejemplos en obras de Robert Schumann, Franz Liszt, Modest Músorgski, Piotr Ilich Chaikovski, Mijaíl Glinka y Henryk Wieniawski.
Sin embargo, la polonesa más conocida en Polonia es Pożegnanie Ojczyzny (en español Adiós a la Patria), compuesta en 1794 por Michał Kleofas Ogiński, cuya obra causaría gran influencia en los compositores polacos del romanticismo.